# Гленн Корбетт
Ґленн Корбетт (англ. Glenn Corbett, справжнє ім'я: Ґленн Едвін Ротенбурґ англ. Glenn Edwin Rothenburg; нар. 17 серпня 1933, Ель-Монте, округ Лос-Анджелес, Каліфорнія, США — пом. 16 січня 1993, Сан-Антоніо, Техас, США) — американський актор театру та кіно.

## Життєпис
Ґленн Корбетт народився у Ель-Монте, округ Лос-Анджелес, Каліфорнія, США. Після служби морським піхотинцем у військово-морському флоті Сполучених Штатів, він почав виступати у театральних виставах.

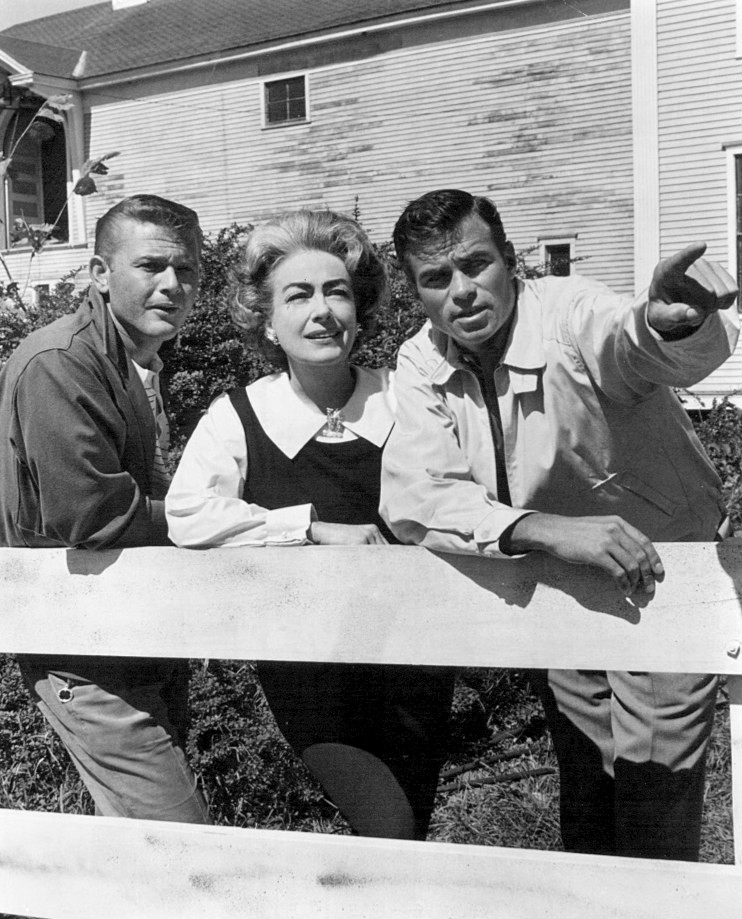
Мартін Мілнер та Ґленн Корбетт на зьомках серіалу «Шосе 66»

Кінодебют відбувся у 1959 році в стрічці «Криваве кімоно» режисера Семюела Фуллера.
Помер Корбетт 16 січня 1993 року від раку легенів у лікарні Сан-Антоніо, штат Техас. Був похований на Національному цвинтарі «Форт Сем Гьюстон» у Сан-Антоніо.

## Особисте життя
Був одружений з Джуді Деніелс (1957-1993). Мав двоє дітей — сина Джейсона Корбетта (нар. 1960) та дочку Жослін Корбетт (нар. 1961).

## Вибрана фільмографія
| Акторська діяльність | Акторська діяльність       | Акторська діяльність                   | Акторська діяльність | Акторська діяльність                            |
| Рік                  | Назва (укр.)               | Назва (англ.)                          | Країна               | Роль                                            |
| -------------------- | -------------------------- | -------------------------------------- | -------------------- | ----------------------------------------------- |
| 1992                 | Вбивці в законі            | Shadow Force                           | США                  | Ел Фінч                                         |
| 1983-1990            | Даллас                     | Dallas                                 | США, Канада          | Пол Морган                                      |
| 1983                 | Молоді та зухвалі          | Young and the Restless                 | США                  | Джеймс Лейк                                     |
| 1983                 | Каскадери                  | Fall Guy                               | США                  | Стів Крюґер                                     |
| 1981                 | Саймон і Саймон            | Simon & Simon                          | США                  | Ед Блеквайт                                     |
| 1981                 | Острів фантазій            | Fantasy Island                         | США                  | Базз Нолан                                      |
| 1976                 | Мідвей                     | Midway                                 | США                  | капітан-лейтенант Джон С. Волдрон               |
| 1975                 | Кариби                     | Caribe                                 | США                  | Білл Чалмерс                                    |
| 1975                 | Жінка-поліціант            | Police Woman                           | США                  | Джеррі Вулард                                   |
| 1975                 | Журнал «Чорної перлини»    | The Log of the Black Pearl             | США                  | Майкл Девлайн                                   |
| 1974-1980            | Досьє детектива Рокфорд    | The Rockford Files                     | США                  |                                                 |
| 1974-1976            | Поліцейська історія        | Police Story                           | США                  | Тед Фіск / Білл Райлі / Дон Торп / Вел / Пруетт |
| 1974-1975            | Петрочеллі                 | Petrocelli                             | США                  | Чарлі / Роберт Воррен                           |
| 1974                 | Вулиці Сан Франциско       | The Streets of San Francisco           | США                  | Пол Воллак                                      |
| 1974                 | Мисливець на людей         | Manhunter                              | США                  | Стів Айронс                                     |
| 1973-1979            | Барнабі Джонс              | Barnaby Jones                          | США                  | Дерріл Ендерс / Едді Вудс / Чарлі Корт          |
| 1973                 | Незнайомець                | The Stranger                           | США                  | Нейл Стрікер                                    |
| 1973                 | Втеча                      | Escape                                 | США                  | Ларрі Мак-Ґовен                                 |
| 1971                 | Великий Джейк              | Big Jake                               | США                  | О'Брайн                                         |
| 1971                 | Бонанца                    | Bonanza                                | США                  | Гаві Ландіс                                     |
| 1971                 | Доктор Саймон Лок          | Dr. Simon Locke                        | США                  | Картер                                          |
| 1970                 | Чізам                      | Chisum                                 | США                  | Пет Ґарретт                                     |
| 1970                 | Димок зі ствола            | Gunsmoke                               | США                  | найманий вбивця                                 |
| 1970                 | Безсмертний                | The Immortal                           | США                  | Девід Гіллер                                    |
| 1969                 | Як вступити в шлюб         | How to Commit Marriage                 | США                  | Чарлі Бенкрофт                                  |
| 1969                 | Ця жорстока земля          | This Savage Land                       | США                  | Чейнс Рейнольдс                                 |
| 1969                 | Діснейленд                 | Disneyland                             | США                  | Том Еванс                                       |
| 1968-1971            | ФБР                        | FBI                                    | США                  | Стен Мейберрі / Кліфф Голм                      |
| 1968                 | Земля гігантів             | Land of the Giants                     | США                  | майор Каґан                                     |
| 1967                 | Зоряний шлях               | Star Trek                              | США                  | Зефрі Кохрейн                                   |
| 1966                 | Боб Гоуп представляє       | Bob Hope Presents the Chrysler Theatre | США                  | Дейв Ґаммон                                     |
| 1966                 | Легенда про Джессі Джеймса | The Legend of Jesse James              | США                  | Люк Кенбі                                       |
| 1965                 | Шенендоа                   | Shenandoah                             | США                  | Якоб                                            |
| 1965                 | Вірджинці                  | The Virginian                          | США                  | Девід Гендерсон                                 |
| 1965                 | Агенти U.N.C.L.E.          | The Man from U.N.C.L.E                 | США                  | Берні Орен                                      |
| 1965                 | Театр творців саспенсу     | Kraft Suspense Theatre                 | США                  | лейтенант Крістофер Кінґ                        |
| 1963                 | Лікарі                     | Doctors                                | США, Велика Британія | Джейсон Олдріч                                  |
| 1963-1964            | Шосе 66                    | Route 66                               | США                  | Ленс Кейсі                                      |
| 1962-1963            | Це чоловічий світ          | It's a Man's World                     | США                  | Вес Маколі                                      |
| 1962                 | Пірати кривавої ріки       | Pirates of Blood River                 | Велика Британія      | Генрі                                           |
| 1961                 | Смертоносний               | Homicidal                              | США                  | Карл Андерсон                                   |
| 1960                 | Людина на мотузочці        | Man on a String                        | США                  | Френк Сенфорд                                   |
| 1960                 | Дорога в горах             | Mountain Road                          | США                  | Коллінз                                         |
| 1960                 | Всі молоді люди            | All the Young Men                      | США                  | санітар Вейд                                    |
| 1959                 | Криваве кімоно             | The Crimson Kimono                     | США                  | детектив, сержант Чарлі Бенкрофт                |
| 1959                 | Операція «Нижня спідниця»  | Operation Petticoat                    | США                  | матрос                                          |